# Боргетто-д’Арроша

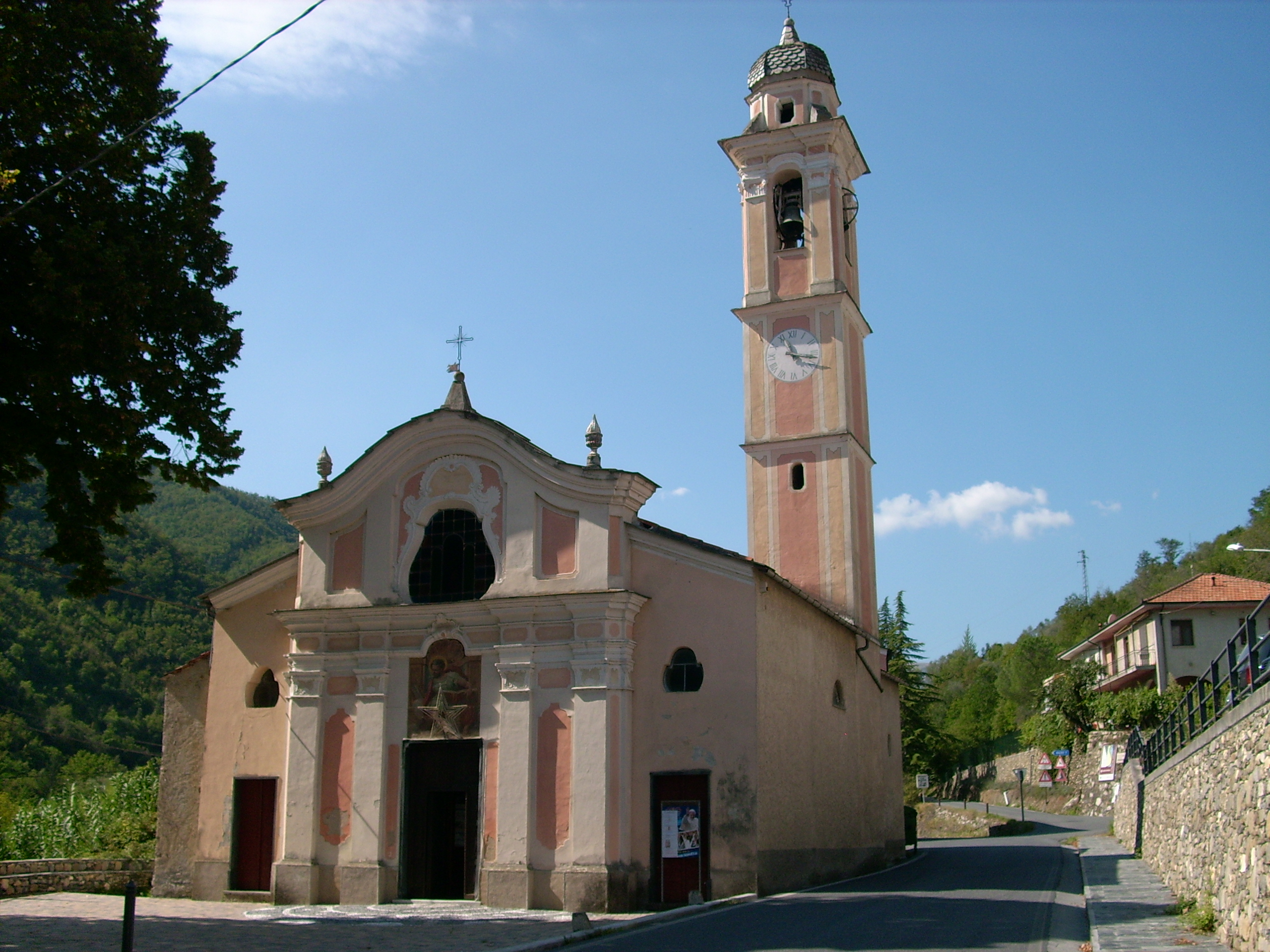
Приходской храм св. апостола Марка

Боргетто-д’Арроша (итал. Borghetto d'Arroscia) — коммуна в Италии, располагается в регионе Лигурия, в провинции Империя.
Население составляет 462 человека (2008 г.), плотность населения составляет 18 чел./км². Занимает площадь 26 км². Почтовый индекс — 18020. Телефонный код — 0183.
Покровителем коммуны почитается святой апостол и евангелист Марк, празднование 25 апреля.

## Демография
Динамика населения:

## Администрация коммуны
- Официальный сайт: